# San Jaime de Tuixent

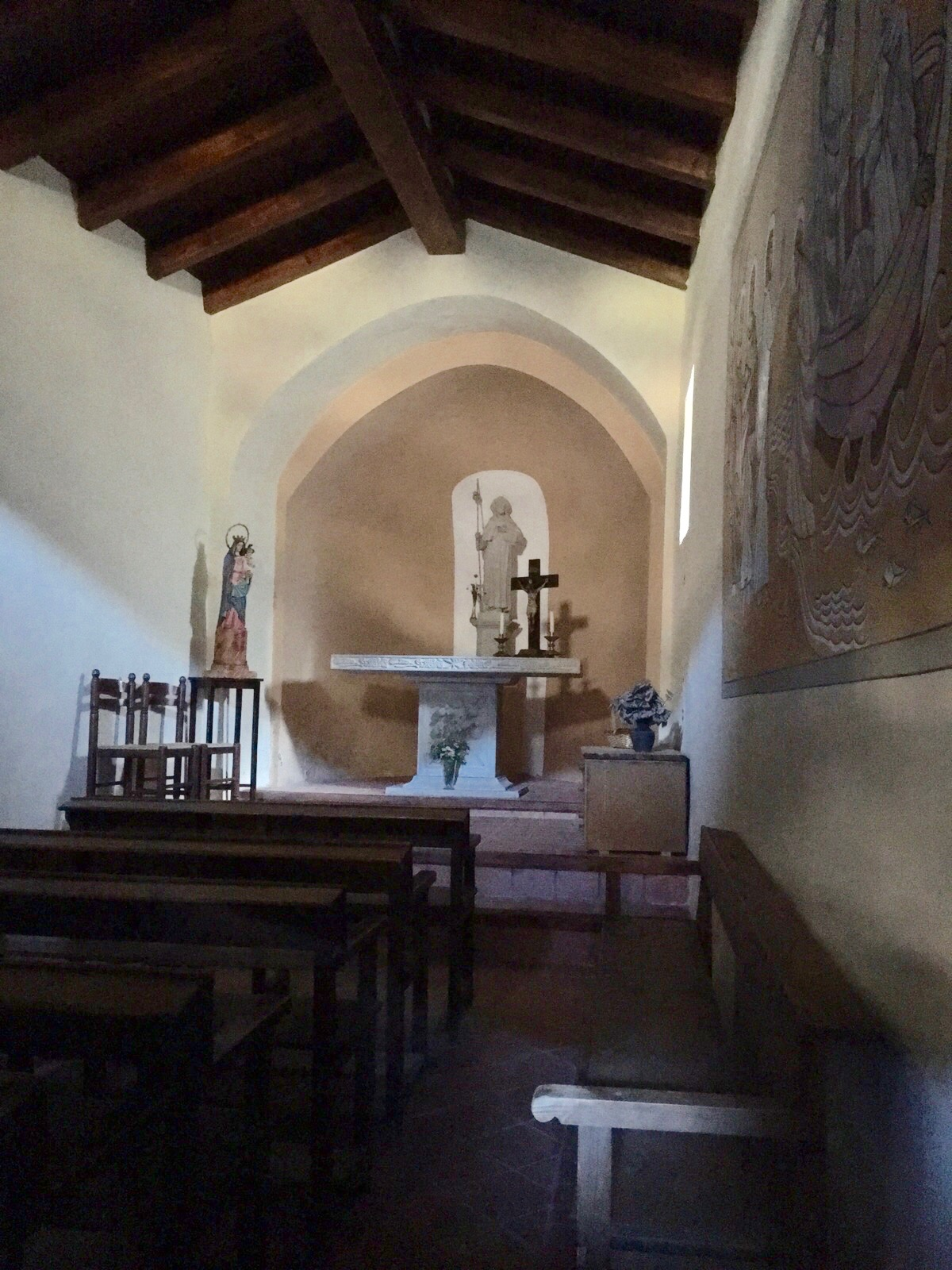
Interior de la ermita

La ermita de San Jaime de Tuixent (en catalán, Sant Jaume de Tuixén), restaurada en 1983 se encuentra junto a la carretera que va desde Tuixent a Josá del Cadí, en el municipio integrado de Josá Tuixent, en la comarca del Alto Urgel, en la provincia de Lérida, en la comunidad autónoma de Cataluña, España. 
Se trata de un pequeño edificio de una sola planta y de una decena de metros orientado según la corriente del río Josa, hacia el oeste. La nave, con tejas, tiene una cubierta de madera a dos aguas. El tramo presbiterial y el ábside están cubiertos con bóvedas de cañón en carpanel muy rebajadas. La caída del tejado que cubría el ábside hizo que el tejado se alargara por la parte posterior.
El portal primitivo, que estaba orientado hacia el sur, se encuentra tapiado. Sobre la puerta actual, rematada por un arco rebajado, que mira hacia Tuixent, se añadió un pequeño campanario durante la restauración. 
Las paredes están formadas por sillares de piedra tosca, bien encuadrados, colocados en filas uniformes e irregulares. Tiene una sola ventana, de derrame simple, a mediodía. 
Forma parte del Inventario del Patrimonio Arquitectónico de Cataluña.
En 993 aparece documentada por primera vez, dentro del término de Tuixent, una iglesia dedicada a Sant Jaume, legada por el conde Borrell II de Barcelona a la Seo de Urgel junto con la villa de Tuixent. Después de confirmar está donación en 1029 no se tiene más noticia hasta el año 1259, con el nombre de Sant Jaume de Rot, ya que está vinculada a una casa cercana denominada cal Rot, de la cual solo quedan las ruinas. Sus habitantes tenían derecho a ser enterrados en la iglesia.
El domingo más cercano a la fiesta de Sant Jaume (25 de julio) se celebra un aplec de sardana.
Muy cerca, a unos mil metros en dirección a Josá del Cadí, y a unos 5 m por encima del río, se encuentra la cueva de Plugaoscura, en el antiguo camino de Tuixén a Josa. Tiene unos 18 m de anchura, 10 m de profundidad y 5 m de altura, y se cree que en tiempos estuvo habitada.